# Rok
Rok je moško osebno ime.

## Različice imena
- moške oblike imena: Roki, Roko, Rokec (pomanjš.)
- ženska oblika imena: Roka??

## Tuje jezikovne oblike imena
Roky, italijansko Rocco, francosko Roch; Rocha (lužiško), Rochi, Rocho, Rochus (nemško), Rock, Rocky (angleško), hrvaško Roko, litovsko Rokas, albansko Rrok

## Izvor imena
Ime Rok izhaja iz latinskega ali nemškega imena Rochus, ki ga razlagajo kot latinizirano obliko germanskega imena Rocho, ki pa je skrajšana oblika imena Rochwald, zloženega iz  dveh starovisokonemških besed rohôn »rjoveti, tudi bojna pesem pri Germanih« in iz waltan »vladati«.

## Pogostost imena
Po podatkih Statističnega urada Republike Slovenije pa je bilo na dan 31. decembra 2007 v Sloveniji število moških oseb z imenom Rok: 9.234. Med vsemi moškimi imeni pa je ime Rok po pogostosti uporabe uvrščeno na 25. mesto.

## Osebni praznik
V cerkvenem koledarju je ima Rok god 16. avgusta. Rok je na Slovenskem precej znan svetnik. Bil je Francoz iz Montpelliera, ki je romal v Rim in tam stregel kužnim bolnikom. Zbolel je za kugo, se po legendi zavlekel v gozd in tam ob negi angela in psa ozdravel. Umrl je 16. avgusta 1327. Velja za enega najpomembnejših zavetnikov proti kugi in kačjemu ugrizu, priporočali pa so se mu še žanjice, šivilje, krojači, zidarji in tesarji.

## Izpeljava priimka
Rok je tudi priimek v Sloveniji in na Hrvaškem. Tako je bilo v Sloveniji 45 oseb, ki so po podatkih SURS-a na dan 30. junija 2006 uporabljale ta priimek. Priimek Rok je  po pogostosti uporabe zasedal 7924 mesto.

## Dogodki
Na dan sv. Roka je v Dravogradu, Radljah ob Dravi in v Dravljah v Šmarju pri Jelšah odvija Rokov sejem. 15. in 16. avgusta na praznik župnijske zavetnice Marije vnebovzete in godu sv. Roka zbere več ljudi (v novejšem času se odvije tudi Rokov tek po Šmarskih bregih; sicer je sv. Rok del romarske triade Sladka Gora – Tinsko – sv. Rok).v Brtonigli v hrvaški Istri pa je vsakoletna množično obiskana Fešta svetog Roka.

## Pregovori
- Sveti Rok varuj me rok in nog, da me kača ne piči.
- Pomagaj ti Bog in sveti Rok.

## Zanimivosti
Svetemu Roku v čast so na Slovenskem predvsem južno od Drave postavili precej manjših cerkvic. V letu 1985 jih je bilo še 33. Po Sv. Roku je dobilo ime več naselij predvsem na Hrvaškem, kjer je Sv. Rok tudi deželni zavetnik (mdr. krajevno ime Novo Selo Rok). Najbolj znano umetniško upodobitev  svetega Roka je izdelal italijanski slikar Tintoretto. Slika se nahaja v Šoli sv. Roka v Benetkah, kjer se nahajajo tudi relikvije tega svetnika.

## Znani nosilci
- Rok Accetto
- Rok Alboje
- Rok Ambrožič
- Rok Ampach
- Rok Andree
- Rok Andres
- Rok Arih (Drago Druškovič)
- Rok Ažnoh
- Rok Babič
- Rok Banko
- Rok Barbič
- Rok Barbo
- Rok Barborič
- Rok Baskera
- Rok Bavčar (2)
- Rok Bavdaž
- Rok Bavdek
- Rok Baznik
- Rok Bečan
- Rok Bedenk
- Rok Benčin
- Rok Benda
- Rok Benkovič
- Rok Berlot
- Rok Bešter
- Rok Bezlaj
- Rok Biček
- Rok Bizjak
- Rok Blagus
- Rok Bogataj (2)
- Rok Bohinc
- Rok Bohte
- Rok Bojanc
- Rok Boltar
- Rok Borštnik
- Rok Bozovičar
- Rok Božič
- Rok Bračko
- Rok Brajkovič
- Rok Bratina
- Rok Buzeti
- Rok Capl
- Rok Capuder
- Rok Cencelj
- Rok Cesar
- Rok Chitrakar
- Rok Ciglič
- Rok Cizelj
- Rok Cvetko
- Rok Cvetkov
- Rok Čakš
- Rok Čeferin
- Rok Černe
- Roki Česen
- Rok Čuš
- Rok Damijan
- Rok (Kajetan) Dečman
- Rok Deržanič
- Rok Devjak
- Rok Deželak
- Rok Dežman
- Rok Dolenc
- Rok Dolničar
- Rok Dovjak
- Rok Dragan
- Rok Drakšič
- Rok Drašler
- Rok Dreu
- Rok Drofenik
- Rok Elsner
- Rok Fazarinc
- Rok Feldin
- Rok Felicijan
- Rok Ferenčak
- Rok Ferengja
- Rok Ferlan
- Rok Filipčič
- Rok Fink (2)
- Rok Flander
- Rok Florjanič
- Rok Frelih
- Rok Freyer
- Rok Frlan
- Rok Furlan
- Rok Gajšek
- Rok Gašperšič (2)
- Rok Glavan
- Rok Glavina
- Rok Godec
- Rok Golob
- Rok Gomilšek
- Rok Govednik
- Rok Grahek
- Rok Grdiša
- Rok Gregorin
- Rok Grilc
- Rok Gulič
- Rok Gumzej
- Alojz Gunde - Rok
- Rok Habič
- Rok Hafner
- Rok Hanžič
- Rok Holnthaner
- Rok Horvat
- Rok Hrast
- Rok Hrovat
- Rok Hrovatin
- Rok Hržič
- Rok Hudoklin
- Rok Hvala
- Rok Ingolič
- Rok Istenič
- Rok Ivančič
- Rok Jagodic
- Rok Jagodič
- Rok Jakopič
- Rok Jamnik
- Rok Jančič
- Rok Jarc
- Rok Jemec
- Rok Jene
- Rok Jenko
- Rok Jereb
- Rok Jerše
- Rok Jesenko
- Rok Juhant
- Rok Juršič
- Rok Justin
- Rok Kacin - Roky
- Rok Kajzer
- Rok Kajzer Nagode
- Rok Kalan
- Rok Kamnik
- Hinko Kamnikar - Rok
- Rok Kapel
- Rok Kekec
- Rok Kidrič
- Rok Klančnik
- Rok Klanjšček
- Rok Klasinc
- Rok Klavora
- Rok Klavžar
- Rok Kleindienst
- Rok Klemenčič (2)
- Rok Kleva Ivančič
- Rok Kljajič
- Rok Klobučar
- Rok Klopčič
- Rok Knafelc
- Rok Kobal
- Rok Kocen
- Rok Kogej
- Rok Kogoj
- Rok Kokalj
- Rok Kokošinek
- Rok Kolander
- Rok Kolar
- Rok Kolarič
- Rok Komel
- Rok Kopitar
- Rok Koren
- Rok Koritnik
- Rok Korošec
- Rok Kosec
- Rok Kosmač
- Rok Kostanjšek
- Rok Košir (več oseb)
- Rok Kotnik
- Rok Kovač (=Rajko Kovač - Rok)?
- Rok Kovačič
- Rok Kraigher
- Rok Krajnc
- Rok Krajnik
- Rok Kralj
- Rok Kranjc
- Rok Kravanja
- Rok Kronaveter
- Rok Kržan
- Rok Kržišnik
- Rok Kuhar
- Rok Kunaver
- Rok Kuntner
- Rok Kušlan
- Rok Kužel
- Rok Kvaternik
- Rok Lajlar
- Rok Lampe
- Rok Lasan
- Rok Leban
- Rok Leber
- Rok Leskovec
- Rok Letonja
- Rok Likovič
- Rok Lindtner
- Rok Lipičnik
- Rok Lipnik
- Rok Ljutić
- Rok Lopatič
- Rok Lozej
- Rok Lunaček
- Rok Lunder
- Rok Macuh
- Rok Maček
- Rok Majaron
- Rok Malek
- Rok Mandl
- Rok Manfreda
- Rok Marguč
- Rok Marinšek
- Rok Markočič
- Rok Markovič
- Rok Marolt
- Rok Marsetič
- Rok Masle
- Rok Matek
- Rok Mervar
- Rok Meško
- Rok Metličar
- Rok Mihelič
- Rok Mihevc
- Rok Milenkovič
- Rok Miže
- Rok Mlinar
- Rok Mohar
- Rok Molnar
- Rok Mordej
- Rok Možič
- Rok Mrvič
- Rok Müller
- Rok Naglič
- Rok (Kajzer) Nagode
- Rok Nahtigal
- Rok Nastran
- Rok Nemanič
- Rok Nežić
- Rok Nosan
- Rok Novak
- Rok Oblak
- Rok Ogorevc
- Rok Oletič
- Rok Omahen
- Rok Oman
- Rok Orač
- Rok Orel, zdravnik
- Rok Orel (atlet)
- Rok Osrečki
- Rok Ovniček
- Rok Ovsenik
- Rok Pajič
- Rok Palčič
- Rok Pavlič
- Rok Pečečnik
- Rok Pelko
- Rok Peric
- Rok Perko
- Rok Pestotnik
- Rok Petančič
- Rok Petelin
- Rok Petje
- Rok Petkovšek
- Rok Petrovčič
- Rok Petrovič
- Rok Pezdirc
- Rok Pibernik
- Rok Piletič
- Rok Pintar
- Rok Pirih
- Rok Pisk
- Rok Planinc
- Rok Planinšek
- Rok Plankelj
- Rok Plavčak
- Rok Plesničar
- Rok Pleskovič
- Rok Plešnar
- Rok Pogačar
- Rok Pogačnik
- Rok Pogelšek
- Rok Poles
- Rok Požar
- Rok Praprotnik
- Rok Prašnikar
- Rok Praznik
- Rok Predanič
- Rok Predin
- Rok Prešeren
- Rok Prevc
- Rok Primožič
- Rok Prislan
- Rok Puhar
- Rok Puvar
- Rok Rakar
- Rok Rakun
- Rok Rapotec
- Rok Rappl - "Rocc"
- Rok Ratej
- Rok Ravnikar
- Rok Renko
- Rok Ritonja
- Rok Roblek
- Rok Rogelj
- Rok Roj
- Rok Rojc
- Rok Rojšek
- Rok Romih
- Rok Rotar
- Rok Rozman
- Rok Rupnik
- Rok Rutar
- Rok Saje
- Rok Sajko
- Rok Sajovic
- Rok Sanda
- Rok Sattler
- Rok Schara
- Rok Sečen
- Rok Sieberer - Kuri
- Rok Sirk
- Rok Sitar
- Rok Skale
- Rok Slana
- Rok Smola
- Rok Smolič
- Rok Smolej
- Rok Smrdelj
- Rok Snežič
- Rok Snoj
- Rok Sobočan
- Rok Soczka Mandac
- Rok Sorta
- Rok Sosič
- Rok Spruk
- Rok Sraka
- Rok Srakar
- Rok Starič
- Rok Staudacher
- Rok Stergar
- Rok Stopar
- Rok Strašek
- Rok Stritar
- Rok Sušnik
- Rok Svetlič
- Rok Soczka Mandac
- Rok Šavel
- Rok Šibanc
- Rok Šimenc
- Rok Šimić
- Rok Šincek
- Rok Šinkovec
- Rok Šircelj
- Rok Široka
- Rok Šišernik
- Rok Šivec
- Rok Šivic
- Rok Škarabot
- Rok Škodlar
- Rok Škrinjar
- Rok Škrlep
- Rok Škrlj
- Rok Šmejic
- Rok Šmerc
- Rok Šmit
- Rok Špruk
- Rok Šrimpf
- Rok Štamcar
- Rok Janez Šteblaj
- Rok Štirn
- Rok Štorman
- Rok Štraus
- Rok Štravs
- Rok Štros
- Rok Štupar
- Rok Šturm
- Rok Šuligoj
- Rok Švab
- Rok Tamše
- Rok Tarman
- Franc Tavčar - Rok
- Rok Tavčar
- Rok Terkaj
- Rok Teržan
- Rok Tičar
- Rok Tomažič
- Rok Tomažinčič
- Rok Tomšič
- Rok Traven
- Rok Trost
- Rok Trošt
- Rok Tršan
- Rok Trtnik
- Rok Tržan
- Rok Turk
- Rok Urbanc
- Rok Urbanija
- Rok Uršič
- Rok Ušen
- Rok Ušeničnik
- Rok Vahter
- Rok Valenčič
- Rok Veber
- Rok Vegelj
- Rok Vehovec
- Rok Velikonja
- Rok Vengust
- Rok Vettorazzi
- Rok Vevar
- Rok Vidmar
- Rok Vihar
- Rok Vilar
- Rok Vilčnik - "rokgre"
- Rok Vilhar
- Rok Vodišek
- Rok Vodnik
- Rok Volk
- Rok Vrabič
- Rok Vuga
- Rok Vušnik
- Rok Zajc Nosman
- Rok Zaletel Černoš
- Rok Zalokar (2)
- Rok Zaponšek
- Rok Zavrtanik
- Rok Zdovc
- Rok Zelenko
- Rok Zgonc
- Rok Zima
- Rok Zorko
- Rok Zule
- Rok Zupan
- Rok Zupančič (2)
- Rok Žaucer
- Rok Žavbi
- Rok Ževart
- Rok Žgalin Kobe
- Rok Žibrat
- Rok Žitko
- Rok Žlebnik
- Rok Žlender
- Rok Žlindra
- Rok Žnidaršič
- Rok Žuran
- Rok Žurbi
- Rok Žvelc

#### Tuji nosilci
- Rocco Buttiglione
- Rocco Familiari
- Rocco Granata
- Rokas Pukštas
- Rrok Kola Mirdita
- Rrok Gjonlleshaj/Rok Đonlešaj
- ime Roko (hrvaško)